# Ропен
Ропен — персонаж фольклора и криптид, описываемый как летающее существо, которое, как утверждается многими местными жителями и некоторыми исследователями, живёт на территории Папуа — Новой Гвинеи. В книге «Поиски ропена» говорится, что это «любое существо без перьев, которое летает в юго-западной части Тихого океана и имеет длину хвоста более чем в 25 % от его размаха крыльев».

## Описание
Папуасы острова Умбой называют этим словом большое ночное существо, которое мерцает вспышками во время полёта. Ропен является персонажем папуасского фольклора, в котором, правда, обычно предстаёт как человек и одновременно дух, но некоторые туземцы убеждены, что это реально существующее животное. Описания ропена разнятся, хотя чаще всего он описывается как большое летающее существо, подобное летучей мыши или даже птерозавру (хотя последние считаются вымершими приблизительно 65 млн лет назад). Ропен, как предполагается, ведёт ночной образ жизни и обладает свойством биолюминесценции. Основу его питания, по предположениям, составляет рыба, хотя считается, что он может питаться и падалью, в том числе трупами людей: в частности, в некоторых легендах говорится, что ропен может разрывать могилы и поедать трупы.

## История наблюдений
В папуасском фольклоре данное существо, предположительно, фигурирует давно, однако сообщения о нём от европейцев стали поступать только со времён Второй мировой войны. Первый отчёт был получен от американского пилота Дуэйна Хонгинсона, летевшего через Новую Гвинею из Австралии и увидевшего с борта своего гидросамолёта существо, размер которого был сопоставим с его гидросамолётом, размах крыльев был примерно 10 м, а хвост — 5 м в длину. На теле существа имелся большой гребень, который затем переходил в голову, похожую на крокодилью.
С этих пор было получено несколько сотен сообщений о наблюдении ропена, число которых значительно возросло в период 1990—2000-х годов. В период с 1994 по 2009 год было организовано несколько научных экспедиций с целью поиска этого существа, но ни одна из них не увенчалась успехом.

## Попытки идентификации
Природа ропена, даже если признавать его существование, является дискуссионным вопросом. Ряд криптозоологов считают, что это выжившие рамфоринхи, тогда как учёные предлагают более рациональные объяснения: например, за ропена могут принимать крылана (летучую лисицу) — крупное рукокрылое, некоторые особи которого могут иметь размах крыльев до 2 м, или птицу фрегата.